# Église Saint-Martin de Seringes
L'église Saint-Martin est une église située à Seringes-et-Nesles, en France.

## Localisation
L'église est située sur la commune de Seringes-et-Nesles, dans le département de l'Aisne.

## Historique
Le monument est inscrit au titre des monuments historiques en 1929.